# Pacific University
A Pacific University (korábban Tualatin Academy) a Krisztus Egyesült Egyháza által alapított, de mára független magánintézmény az Amerikai Egyesült Államok Oregon államának Forest Grove városában. Eugene, Hillsboro és Woodburn városokban is folyik oktatás.

## Története
Tabitha Moffatt Brown 1846-ban érkezett Massachusettsből az Applegate Trailen keresztül, majd érkezését követően Harvey L. Clarkkal az ösvényen bevándorlók árván maradt gyerekeinek 1847-ben iskolát és árvaházat alapítottak Forest Grove-ban. 1849-ben Clark 80,9 hektáros földadományával az árvaházból kialakult a Tualatin Academy, melyet George H. Atkinson hatására a presbiteriánusok és a kongregacionalisták is támogattak. Első oktatója Eliza Hart Spalding, a Whitman-misszió tagja volt.
Az intézményt a territóriumi törvényhozás 1849. szeptember 29-én ismerte el. Első igazgatótanácsi elnöke Clark volt, aki később további 60,7 hektár területet adományozott. A mai Old College épületet és a campust 1851-ben adták át. 1853-ban Sidney H. Marsh lett az első rektor. 1853-ban egyedül Harvey W. Scott szerzett diplomát. 1872 és 1876 között a japán modernizációs mozgalom keretében az intézmény hallgatói voltak Tamura Hactara, Szaito Kin és Noszea Jei. Az 1879-ben elhunyt Marsh utódja John R. Herrick lett.
A Marsh épület 1895-ben, a Whidden & Lewis által tervezett könyvtár Andrew Carnegie adományát követően pedig 1912-ben nyílt meg. 1915-ben a középiskolák számának növekedése miatt az előkészítő iskola bezárt. 1920-ra az egyetemnek 12,1 hektáron öt épülete és 250 ezer dolláros tőkéje volt.
A Marsh épület egy 1975-ös tűzben megsérült, de 1977-re helyreállították. 2003 és 2009 között a hatodik rektor Phillip D. Creighton volt. Tommy Thayert, a Kiss tagját 2005-ben igazgatótanácsi tagnak választották. Lesley M. Hallickot 2009. május 19-én nevezték ki rektornak és 2021-ben vonult nyugdíjba.

## Campusok
Az intézmény négy campusa (Forest Grove, Eugene, Hillsboro és Woodburn) mellett két telephelyet (Portland és Honolulu) is fenntart. A Tanárképzési Főiskola részben Eugene-ben működik; 2013-ban Woodburnben további képzések indultak.

### Forest Grove

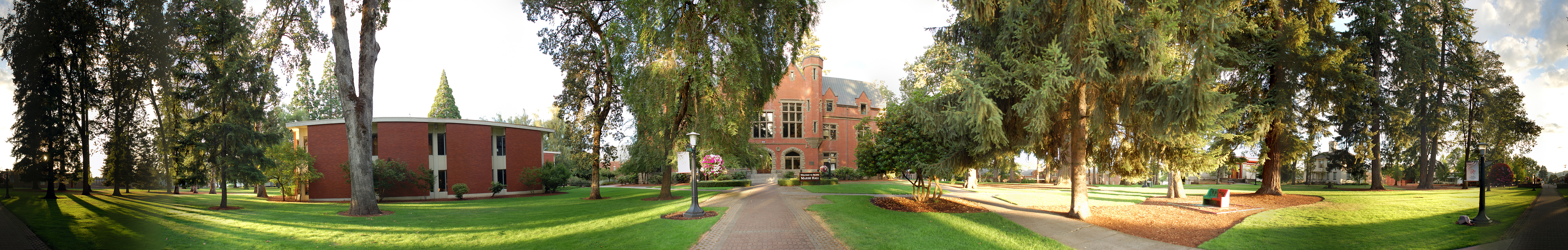
A Forest Grove-i campus 180°-os panorámafotója

A ma múzeumként szolgáló Old College épület a Mississippitől nyugatra fekvő legrégebbi oktatási létesítmény. Az 1912-ben épült könyvtárban (Carnegie épület) található a pszichológiai tanszék. A Marsh épületben irodák és előadótermek találhatóak. A Cascade kollégiumot 2014-ben adták át.
A campus 2019-ben megkapta a STARS ezüst fokozatú fenntarthatósági tanúsítványát. Számos épület rendelkezik a LEED energiatakarékossági értékelésével: például a 2005-ben épült, majd 2019-ben kibővített Tim és Cathy Tran könyvtár, valamint a tanárképző főiskolának otthont adó Berglund épület. A Burlingham és Gilbert kollégiumok arany fokozatú tanúsítvánnyal rendelkeznek.
A Bill és Cathy Stoller Központban találhatók a sportpályák, valamint a testnevelés-tudományi tanszék. A közel kilencezer négyzetméteres épületben a sportpályák mellett irodák és előadótermek is vannak. A Hanson Stadionban amerikaifutball-, lacrosse- és labdarúgópálya, valamint futókör található. A lelátók fölé 2014-ben új tető épült. A stadion a baseball- és softballpályákat, valamint a Forest Grove-i Lincoln Parkot magában foglaló Lincoln Parki Atlétikai Komplexum része.

### Eugene
Az 1992-ben megnyílt eugene-i campuson a Tanárképző Főiskola található. 2014 óta itt folyik a Művészettudományi Főiskola szociálismunkás-képzése.

### Hillsboro
Az ötszintes Creighton épület 2006-ban, az HPC2 2010-ben nyílt meg; mindkettő rendelkezik a LEED aranyfokozatú energiatakarékossági tanúsítványával. A Hillsborói Egészségügyi és Oktatási Körzet részeként működő campus az Egészségügyi Campus otthona, emellett itt található a Virginia Garcia Memorial Health Center klinikája és gyógyszertára is.

### Woodburn
Az egyetemi STEM-képzés 2012-ben indult Jesse Settlemier, Woodburn alapítójának 465 négyzetméteres, 14 szobás viktoriánus lakóházában.

### Portland
Az írói mesterképzés irodái, valamint az Optometriai Főiskola klinikájának kirendeltségei Portlandben találhatók. Az írói képzés kurzusai telente Seaside-ban, nyaranta pedig Forest Grove-ban zajlanak.

## Oktatás
| Országos                    | Országos |
| --------------------------- | -------- |
| Forbes                      | 484      |
| Times / Wall Street Journal | 349      |
| U.S. News & World Report    | 209      |
| Washington Monthly          | 295      |

### Egészségügyi Főiskola
Egészségügyi képzések már régebb óta is folynak, de az önálló egészségügyi szervezeti egység 2006-ban jött létre. 13 főiskolai szak mellett gerontológiai szakképzést is indít. Az oktatás főleg a hillsborói campuson zajlik.

### Művészeti és Tudományos Főiskola
A bölcsészettudományi, természettudományi és társadalomtudományi intézetekre osztott főiskola több mint hatvan képzést indít. A szépírói mesterszak az ország egyik első ilyen képzéseként 2004-ben indult; a Poets & Writers magazin szerint az ország egyik legjobbika. 2014-ben Eugene-ban szociálismunka-szak indult.

### Optometriai Főiskola
Az Optometriai Főiskola az egyetem egyik legrégebbi szervezeti egysége, amely 1945-ben jött létre az Északi-csendes-óceáni Főiskola optometriai főiskolájának beolvadásával. Portlandben több klinikát is fenntartanak.

### Tanárképző Főiskola
Az önálló tanárképző iskola 1994-ben (akkor még intézetként) jött létre a Művészettudományi Főiskola képzéseinek átszervezésével.

### Üzleti Főiskola
A 2013-ban alapított főiskola alap- és MBA-képzéseket is kínál. A szervezeti egységet az Üzleti Intézetek és Képzések Akkreditációs Tanácsa akkreditálta.

## Kabala
1896-ban J. E. Walker Kínából visszatérő misszionárius öregdiák és édesanyja az intézménynek egy csi-lint ábrázoló bronzállatszobrot adományoztak. A bölcsesség és jólét szimbólumává váló alkotást az iskola kínai és japán hallgatói a diverzitásra utalva Boxernek becézték.
A 20. század első felében kialakult hagyomány szerint a Boxer Toss keretében a csapatok a szoborért párbajoztak. 1968-ban Benny Badger helyett a csi-lin lett az egyetem hivatalos kabalája. A következő évben az alkotás eltűnt, és csak kisebb darabjai kerültek elő; később Boxer II néven replika készült, de a 2000-es évek közepén az is eltűnt.
2006-ban a kollégiumokhoz vezető útvonalon egy 3,5 méteres alkotást állítottak fel. 2012-ben egy egykori hallgató visszaadta az eredeti szobor hiányzó darabjait, majd 2018-ban egy másik öregdiák finanszírozására Pat Costello szobrász elkészítette a Boxer III-at, amit a hazatérés hétvégéjén mutattak be. A szobrot a könyvtárban állították ki.

## Diákszövetségek
Az intézmény diákszövetségeinek nincsen országos kapcsolódásuk. Az iskolában három fiú- (Gamma Szigma, Alfa Dzéta és Pí Kappa Ró), három lány- (Alfa Kappa Delta, Théta Nű Alfa és Fí Lambda Omikron), valamint egy koedukált (Delta Kszi Delta) diákszövetsége, emellett két tanulócsoportja (Pszi Kszi és Szigma Tau Delta) van.

## Sport
A Pacific Boxers sportegyesület 1926-ban a Northwest Conference alapító tagja volt. A csapatok az NCAA III-as divíziójában játszanak. Az amerikaifutball-csapat 1894-től az Oregon Intercollegiate Football Association tagja volt.
Az egyesület férfiaknak baseball, kosárlabda, futás, amerikai futball, golf, labdarúgás, úszás, tenisz, atlétika és birkózás, nőknek pedig kosárlabda, futás, atlétika, golf, lacrosse, evezés, softball, labdarúgás, úszás, tenisz, atlétika és birkózás ágakban nyújt sportolási lehetőségeket. A nőibirkózó-csapat az ország első öt felsőoktatási nőibirkózó-csapatának egyike. A csapat a National Collegiate Wrestling Associationben vett részt.
A kézilabdacsapatot 1977-ben alapította Michael Steele angol nyelvi oktató. 1981 óta 39 bajnokságon vettek részt, 2019-ben pedig öt nemzeti bajnoki címet szereztek.
A csapatok otthona a Stoller Center és a Lincoln Park Athletic Complex, emellett bel- és kültéri teniszpályáik is vannak. Az úszók a városi uszodában edzenek.

## Média
Rádió
- Boxer Radio: The Sound of Pacific

Sajtó
A Pacific University Press kiadó 2015-ben jött létre. Az egyetemnek több publikációja is van:
- Heart of Oak: évkönyv[49]
- IJURCA: lektorált alapképzési kutatási folyóirat
- The Pacific Index: hallgatói kéthetilap
- PLUM: irodalmi magazin
- PU Stinker: vicclap
- Silk Road Review: A Literary Crossroads: nemzetközi terjesztésű irodalmi magazin

## Film
Mivel a térség meleg időjárását és zöldövezetét az Alkonyat, Állj mellém!, Kincsvadászok és Twin Peaks filmek népszerűvé tették, a Forest Grove-i campuson (a várost festőinek jellemzik) több filmet és sorozatot is forgattak:
- C.O.G.[51]
- The Cops are Robbers[52]
- In The Vault[53]
- The Librarians[54]
- Nowhere Man[52]
- Pretty Little Liars: The Perfectionists[55]
- Zero Effect[52]

## Nevezetes személyek

### Hallgatók
- Alfred Carlton Gilbert, olimpikon tornász és feltaláló[56]
- Augustus C. Kinney, TBC-szakértő[57]
- Calvin Leroy Van Pelt, második világháborús veterán[58]
- Carol Pott, énekes és író[59]
- Daniel Gault, újságíró[60]
- David G. Hebert, zenetudós[61]
- Dick Daniels, amerikaifutball-játékos[62]
- Gregg Lambert, filozófus[63]
- Harvey W. Scott, az intézmény első végzettje, a The Oregonian szerkesztője[64]
- Les AuCoin, politikus[65]
- Loren Cordain, testnevelés-tudományi kutató[66]
- Lynn Hellerstein, optometrista, író[67]
- Mark Hashem, politikus[68]
- Mike Kreidler, politikus[69]
- Nancy Wilson, a Heart gitárosa[70]
- Olaus Murie, emlőskutató[71]
- Rick Dancer, politikus és újságíró[72]
- Robert T. Oliver, író, tudós[73]
- Shirley Abbott, az USA belize-i nagykövete[74]
- Tela O’Donnell, olimpikon birkózó[75]
- Thomas H. Tongue, politikus[6]
- Tim Hauck, amerikaifutball-játékos[76]
- Tommy Thayer, a Kiss gitárosa, az egyetem díszdoktora[10]
- William A. Hilliard, újságíró[77]
- WInsvey Campos, politikus[78]

### Oktatók
- Dorianne Laux, író[79]
- Ellen Bass, író[80]
- Garth Greenwell, író[81]
- Jeron Roberts, kosárlabdaedző[82]
- Jules Boykoff, politikatudományi oktató, költő[83]
- Kwame Dawes, író[84]
- Marvin Bell, író[85]
- Tyehimba Jess, író[86]

## Fordítás
- Ez a szócikk részben vagy egészben  a   Pacific University című angol Wikipédia-szócikk ezen változatának fordításán alapul.  Az eredeti cikk szerkesztőit annak laptörténete sorolja fel. Ez a jelzés csupán a megfogalmazás eredetét és a szerzői jogokat jelzi, nem szolgál a cikkben szereplő információk forrásmegjelöléseként.